# Смешанная парная сборная Гонконга по кёрлингу
Смешанная парная сборная Гонконга по кёрлингу — смешанная национальная сборная команда (составленная из одного мужчины и одной женщины), представляет Гонконг на международных соревнованиях по кёрлингу. Управляющей организацией выступает Ассоциация кёрлинга Гонконга (англ. Hong Kong Curling Association).

## Результаты выступлений

### Чемпионаты мира
| Год       | Место          | Игры           | Победы         | Поражения      | Состав (женщина, мужчина, тренер)              |
| --------- | -------------- | -------------- | -------------- | -------------- | ---------------------------------------------- |
| 2008—2017 | не участвовали | не участвовали | не участвовали | не участвовали | не участвовали                                 |
| 2018      | 27             | 7              | 2              | 5              | Линъюэ Хун, Джейсон Чан, Rick Collins (тренер) |
| 2019      | 38             | 7              | 1              | 6              | Линъюэ Хун, Джейсон Чан, Rick Collins (тренер) |

(данные отсюда:)

### Квалификационные турниры кчемпионатам мира
| Год       | Место | Игры | Победы | Поражения | Состав (женщина, мужчина, тренер)              |
| --------- | ----- | ---- | ------ | --------- | ---------------------------------------------- |
| 2019/2020 | 13    | 6    | 3      | 3         | Линъюэ Хун, Джейсон Чан, Rick Collins (тренер) |
| 2022/2023 | 12    | 5    | 3      | 2         | Линъюэ Хун, Джейсон Чан, Rick Collins (тренер) |
| 2023/2024 | 7     | 7    | 3      | 4         | Линъюэ Хун, Джейсон Чан, Rick Collins (тренер) |
| 2024/2025 | 15    | 6    | 3      | 3         | Линъюэ Хун, Джейсон Чан, Rick Collins (тренер) |

### Азиатские игры
| Год  | Место | Игры | Победы | Поражения | Состав (женщина, мужчина, тренер)                    |
| ---- | ----- | ---- | ------ | --------- | ---------------------------------------------------- |
| 2025 | 5     | 6    | 4      | 2         | Линъюэ Хун, Ho Tin Martin Yan, Rick Collins (тренер) |